# Fourche (Arkansas)
Fourche – miasto w Stanach Zjednoczonych, w stanie Arkansas, w hrabstwie Perry.